# كيلنغتون (فيرمونت)
كيلنغتون (بالإنجليزية: Killington, Vermont)‏ هي بلدة تقع في مقاطعة روتلاند (فيرمونت) بولاية فيرمونت في الولايات المتحدة. تبلغ مساحتها 121.4 (كم²)، وترتفع عن سطح البحر 561 م، بلغ عدد سكانها 811 نسمة في عام 2010 حسب إحصاء مكتب تعداد الولايات المتحدة .

## وصلات خارجية
- http://www.killingtontown.com/
- The US50 - Cities and Towns in Vermont State
- Vermont Cities and Towns, Facts, Map, Flag, Colleges, Government, and More